# 98e division de parachutistes
Pour les articles homonymes, voir 98e division.
La 98e division de parachutistes « Ha-Esh » (hébreu : עֻצְבַּת הָאֵשׁ, Utzbat HaEsh), est une division aéroportée des forces de défense israéliennes subordonnée au commandement central.

## Historique
Elle est déployée en 2023-2024 dans l'offensive terrestre israélienne de Gaza pendant la guerre à Gaza. Lors de la bataille de Khan Younès le 12 janvier 2024, des frappes aériennes menées par la 98e division élimine un commandant des forces Nukhba du Hamas et six autres combattants du Hamas, celui-ci étant accusé d'avoir participé aux attaques du 7 octobre contre Israël. La 89e brigade de commandos (affectée à la 98e division) élimine également trois combattants du Hamas à Khan Younès.
À partir du 1er octobre 2024, l'unité est engagée dans l'invasion israélienne du Liban,.

## Organisation en 2024

Organisation de la 98e division « Ha-Esh » en 2024.

- 98e division de parachutistes « Ha-Esh »
  -  35e brigade de parachutistes
    - 101e bataillon de parachutistes « Peten »
    - 202e bataillon de parachutistes « Tzefa »
    - 890e bataillon de parachutistes « Ef'a »
    - 5135e bataillon de reconnaissance « Seraf »

  -  55e brigade de parachutistes « Hod Ha-Hanit » (réserve)
    - 28e bataillon de parachutistes
    - 66e bataillon de parachutistes
    - 71e bataillon de parachutistes
    - 6623e bataillon de reconnaissance

  -  89e brigade de commandos « Oz »
    - Unité 212 « Maglan »
    - Unité 217 « Duvdevan »
    - Unité 621 « Egoz »
    - École de commandos « Oz »
    - Unité médicale aérienne

  -  551e brigade de parachutistes « Hetzei ha-Esch » (réserve)
    - 697e bataillon de parachutistes
    - 699e bataillon de parachutistes
    - 7008e bataillon de parachutistes
    - 6551e bataillon de reconnaissance
    - 8219e bataillon du génie de combat

  -  214e brigade d'artillerie « David's Sling »
    - Bataillon d'artillerie « Mithra » (Forces spéciales)
    - Bataillon d'artillerie « Mauf » (réserve)
    - Bataillon d'artillerie « Metzok » (réserve)
    - Bataillon d'artillerie « Menor » (réserve)
    - Bataillon d'artillerie « Morg » (réserve)
    - Bataillon d'acquisition d'objectifs « Moran »
    - Compagnie de transmissions

  -  8237e brigade logistique
    - Bataillon de maintenance et de technologie
      - Compagnie de maintenance A
      - Compagnie de maintenance B
      - Compagnie d'assistance

    - Compagnie de contrôle des mouvements
    - Compagnie de munitions
    - Compagnie médicale
    - 2 pelotons d'approvisionnement
    - 3 escouades de contrôle

  -  492e bataillon de transmissions « Lapid »